# ГЕС Пергау
ГЕС Пергау (Султан Ісмаїл Петра) – гідроелектростанція в Малайзії неподалік від кордону з Таїландом. Використовує ресурс із річки Пергау, яка дренує східний схил вододільного хребта Малайського півострова та впадає ліворуч до Галас, лівого витоку річки Келантан (має устя в місті Кота-Бару на узбережжі Південно-Китайського моря).
В межах проекту Пергау перекрили земляною греблею Куала-Йонг висотою 75 метрів та довжиною 750 метрів, яка потребувала 1,8 млн м3 матеріалу (всього під час створення сховища провели відсипку 2,3 млн м3 та здійснили екскавацію 4,7 млн м3 породи). В результаті виникла водойма з площею поверхні 4,25 км2 та корисним об’ємом 53,5 млн м3, що забезпечується коливанням рівня поверхні у операційному режимі між позначками 615 та 636 метрів НРМ. Окрім власного стоку, сюди перекидається додатковий ресурс із правих приток Пергау – річок Теранг, Суда, Renyok та Лонг. Водозбірний тунель довжиною 24 км та діаметром 3,5 метра починається від Теранг, де працює насосна станція потужністю 1,7 МВт, яка забезпечує підйом на 68 метрів. Звідси отримують 10 м3/сек, крім того, ще 7 м3/сек надходить із шести розташованих по трасі тунелю водозаборів (з них 3 у сточищі Renyok та 2 на витоках Лонг).
Зі сховища ресурс подається у машинний зал по трасі довжиною біля 2 км. Вона включає підвідний тунель діаметром 6 метрів, похилу напірну шахту зі спадаючим діаметром від 6 до 5 метрів та напірний водовід, діаметр якого у підсумку зіменшується до 4,2 метра. Крім того, в системі працює запобіжний балансувальний резервуар шахтного типу з початковим діаметром 7 метрів.
Споруджений у підземному виконанні машинний зал має розміри 96х30 метрів при висоті 39 метрів, а доступ до нього персоналу здійснюється через тунель довжиною 1 км. Крім того, існує окреме підземне приміщення для трансформаторного обладнання розмірами 80х15 метрів та висотою 13 метрів.
Основне обладнання станції становлять чотири турбіни типу Френсіс потужністю по 150 МВт, які при напорі у 495 метрів забезпечують виробництво 520 млн кВт-год електроенергії на рік.
Відпрацьована вода потрапляє у нижню балансувальну камеру розмірами 7х8х300 метрів після чого транспортується по відвідному тунелю довжиною 2,5 км з діаметром 6 метрів. Останній виводить до розташованого на правому березі Пергау регулюючого резервуару, котрий має попередити затоплення розташованих нижче по течії територій внаслідок роботи потужного гідроенергетичного об’єкту. Він має об’єм 1,5 млн м3 та оточений дамбою висотою 15 метрів, виконаною як земляна споруда із геомембраною.
Видача продукції відбувається по ЛЕП, розрахованій на роботу під напругою 275 кВ.
Під час спорудження комплексу провели підземну екскавацію 700 тис м3 породи та використали 390 тисяч м3 бетону.